# Taylor Rain
Taylor Rain (Long Beach, 16 agosto 1981) è un'ex attrice pornografica e regista statunitense.

## Biografia e carriera pornografica
Taylor Rain sostiene di aver frequentato il Cypress College per diventare un'assistente di volo, ma cambiò idea dopo l'11 settembre 2001 e decise di intraprendere una carriera nell'industria pornografica.
Debuttò così nella pornografia nel 2001, girando il film Pop Goes the Cherry con lo pseudonimo "Nikki Star". Girerà in seguito circa 300 film, con molte scene di sesso anale. Il suo corpo è naturale, non è mai ricorsa alla chirurgia estetica nonostante il suo seno sia più piccolo di quello di molte altre colleghe. Questo è sicuramente una delle caratteristiche che la contraddistingue e che l'affianca ad altre pornostar, come ad esempio Jenna Haze, che hanno perseguito l'idea di non ricorrere alla chirurgia estetica, nonostante il loro corpo non sia dotato di curve particolarmente sinuose. Ha girato pochissime scene lesbiche. Inoltre non è mai apparsa in una scena con un attore di colore, e ha affermato di non voler girare scene di sesso interrazziale, anche se ha avuto una breve relazione privata con il rapper di colore Lloyd Banks ed è comparsa in una scena con Rick Lee, un maschio asiatico. In questa sua scelta è stata sicuramente influenzata dal padre, che non ha mai approvato questo tipo di relazioni.
Sposò Scott Fayner il 10 gennaio 2004, ma il loro matrimonio fu annullato poco tempo dopo.
Nel 2005 debuttò alla regia girando Ass Up Face Down, prendendo parte anche al casting.
Nel dicembre 2005 annunciò di volersi ritirare dalle scene per dedicarsi esclusivamente alla regia e dedicare più tempo al suo nuovo sito internet a pagamento, coltivando anche il desiderio di allargare la sua famiglia. Nonostante questo annuncio nella sua filmografia compaiono diversi titoli realizzati nel 2006. Nel giugno 2006 annunciò sul suo sito web di essere incinta, ma un mese dopo perse il bambino.

## Riconoscimenti
- XRCO Award
  - 2004 – Best Group Scene per Flash Hunter 5 con Arnold Schwartzenpecker, John Strong, Trent Tesoro e Mark Wood[8]
- F.A.M.E. Awards
  - 2006 – Favorite Anal Starlet (Fan Award)[9]

## Filmografia
- 18 and Lost in San Francisco (2002)
- 18 and Nasty 29 (2002)
- 18 and Natural (2002)
- 2 on 1 14 (2002)
- Barefoot Confidential 21 (2002)
- Barely Legal 23 (2002)
- Body Talk (2002)
- Brainwash (2002)
- Butt Naked In Public (2002)
- Carmen Goes to College 3 (2002)
- Cock Smokers 44 (2002)
- Cum Drippers 3 (2002)
- Cum Dumpsters 1 (2002)
- Deep Throat This 2 (2002)
- Dripping Wet Sex 5 (2002)
- Extreme Teen 26 (2002)
- Grrl Power 14 (2002)
- Just Over Eighteen 3 (2002)
- Karma (2002)
- Little Lace Panties 5 (2002)
- Max Hardcore Extreme 20 (2002)
- Naughty College School Girls 26 (2002)
- North Pole 33 (2002)
- Oral Adventures Of Craven Moorehead 16 (2002)
- Pop Goes the Cherry (2002)
- Pornological 6 (2002)
- Purely 18 3: Teen Pussy Panty Raid (2002)
- Pussy Whipped (2002)
- Rain Coater's Point of View 1 (2002)
- Real College Girls 3 (2002)
- Real Naturals 22 (2002)
- Ron Jeremy on the Loose: Venice Beach (2002)
- Screw My Husband Please 3 (2002)
- Search and Destroy 1 (2002)
- Smokin' 7 (2002)
- Specs Appeal 9 (2002)
- Straight To The A 2 (2002)
- Strip Teens 1: The School (2002)
- Teen Tryouts Audition 20 (2002)
- Try-a-teen 15 (2002)
- Voyeur 23 (2002)
- Who's Your Daddy 1 (2002)
- Young And Furious (2002)
- Young As They Cum 6 (2002)
- 18 and Ready to Fuck 2: Anal Edition (2003)
- 18 Wild and Horny (2003)
- Anal Addicts 12 (2003)
- Anal Driller 1 (2003)
- Anal Trainer 2 (2003)
- Anally Submerged Semen Slurpers (2003)
- Anal-ly Yours (2003)
- Ass Cream Pies 2 (2003)
- Ass Pounders 1 (2003)
- Assficianado 3 (2003)
- Big Ass Anal Exxxstravaganza (2003)
- Bottom Feeders 7 (2003)
- Brainwash 2 (2003)
- Broken Innocence (2003)
- Carmen Goes To College 2 (2003)
- Charm School Brats (2003)
- Cheerleader Pink (2003)
- Cheerleader School (2003)
- City Of Sin (2003)
- College Invasion 1 (2003)
- Cum Dumpsters 4 (2003)
- Cumstains 1 (2003)
- Dawn of the Debutantes 12 (2003)
- Dear Whore 2 (2003)
- Erotic Focus (2003)
- Erotica XXX 1 (2003)
- Eternal Virgins (2003)
- Extreme Teen 35 (2003)
- Eye Candy 3 (2003)
- Feeding Frenzy 2 (2003)
- Fidelity Inc. (2003)
- Flesh Hunter 5 (2003)
- Full Anal Access 2 (2003)
- Funny Boners 2 (2003)
- Gag Factor 14 (2003)
- Incredible Gulp 1 (2003)
- Innocence Pure Pink (2003)
- Jane Millionaire (2003)
- Jonni Darkko's Anal Perversions 1 (2003)
- Just Anal Sex 1 (2003)
- Lewd Conduct 16 (2003)
- Li'l Red (2003)
- Liquid (2003)
- Look What's Up My Ass 1 (2003)
- Malibu's Most Hunted 1 (2003)
- Mary Carey Rules 2 (2003)
- Meat Pushin In The Seat Cushion 1 (2003)
- My Secret Star (2003)
- Mystified 1: The Vision (2003)
- Nick Grande 4: Border Girls (2003)
- No Holes Barred 1 (2003)
- Please Cum Inside Me 15 (2003)
- Rawhide 1 (2003)
- Service Animals 13 (2003)
- Sinfully Yours (2003)
- Sodomy Cream Pies (2003)
- Soloerotica 3 (2003)
- Stick It Where The Sun Don't Shine (2003)
- Surf Sand And Sex Too (2003)
- Suspicious Minds (2003)
- Sweatin' It 6 (2003)
- Teen Spirit 4 (2003)
- Teens In Toyland 1 (2003)
- Tight Bottoms (2003)
- Trailer Trash Nurses 7 (2003)
- Travel Sluts 1 (2003)
- Two In The Seat 3 (2003)
- Tyler Loves Boys (2003)
- Up and Cummers 112 (2003)
- V-eight 10 (2003)
- V-eight 11 (2003)
- Weapons Of Ass Destruction 2 (2003)
- Witch Coven College (2003)
- Young Cream Pies 7 (2003)
- Young Girls' Fantasies 2 (2003)
- Younger the Better 2 (2003)
- 1 Night in Paris (2004)
- 10 Man Cum Slam 6 (2004)
- 100% Blowjobs 25 (2004)
- 100% Blowjobs 26 (2004)
- A2M 4 (2004)
- Absolutely Adorable (2004)
- Adult Video News Awards 2004 (2004)
- All About Anal (2004)
- All Anal 3 (2004)
- ALS Scan 52 (2004)
- American Ass 2 (2004)
- Anal Bandits 1 (2004)
- Anal Cum Drippers (2004)
- Anal Retentive 1 (2004)
- Anal Teen Tryouts 3 (2004)
- Anal Trainer 7 (2004)
- Angels of Debauchery 1 (2004)
- Apprentass 1 (2004)
- Apprentass 2 (2004)
- Art Of Anal 1 (2004)
- Ass 2 Mouth 1 (2004)
- Attention Whores 2 (2004)
- Backdoor Bandits (2004)
- Baker's Dozen 2 (2004)
- Behind the Scenes of Dripping Wet Sex 2 (2004)
- Best Of Cum Drippers (2004)
- Bet Your Ass 2 (2004)
- Brunette Beauties (2004)
- Buttman's Tales From the Crack (2004)
- Cadillac Highway (2004)
- Cum in My Mouth I'll Spit It Back in Yours 1 (2004)
- Dawn (2004)
- Deep Cheeks 10 (2004)
- Digital Daydreams (2004)
- Eye of the Beholder (2004)
- Feeding Frenzy 6 (2004)
- Fuck Me Hard and Cum on My Face (2004)
- Groupie Love (2004)
- Here Cum the Brides 2 (2004)
- High Desert Pirates (2004)
- I'm Your Slut 3 (2004)
- Itty Bitty Titties (2004)
- Jack's Playground 16 (2004)
- Kick Ass Chicks 15: Taylor Rain (2004)
- Limo Driver (2004)
- Lonely Housewives (2004)
- Magic Sex Genie (2004)
- Marty Zion's Beautiful Girls (2004)
- Marty Zion's Perfection (2004)
- Mouth Meat 1 (2004)
- Mystified 2: The Quest (2004)
- Nastiest Tease (2004)
- Pop 2 (2004)
- Rectal Rooter 6 (2004)
- Roxxxi Red (2004)
- Sexual Predators 2 (2004)
- Shove It Up My... 2 (2004)
- Slap Happy 6 (2004)
- Sodomize This 2 (2004)
- Sodomy Law of the Land (2004)
- Spring Chickens 8 (2004)
- Taboo 2 (2004)
- Tails From The Hollywood Hills (2004)
- Take No Prisoners (2004)
- Twisted Vision 1 (2004)
- Un-natural Sex 12 (2004)
- Up In The Club: L.A. (2004)
- Welcome to the Valley 5 (2004)
- Young And The Raunchy (2004)
- Young Cummers 1 (2004)
- 12 Nasty Girls Masturbating 4 (2005)
- 18 and Easy (2005)
- American Cocksuckers (2005)
- Anal Cherry Busters (2005)
- Apprentass 3 (2005)
- Ass Attack 1 (2005)
- Ass Up Face Down (2005)
- Asseaters Unanimous 8 (2005)
- Assylum (II) (2005)
- Barely Legal All Stars 5 (2005)
- Best of Anal Teen Tryouts (2005)
- Big Mouthfuls 7 (2005)
- Billy Glide's XXX Adventures 1 (2005)
- Billy Glide's XXX Adventures 2 (2005)
- Cream Filled Ass Pies (2005)
- Crushed And Plushed (2005)
- Cum on My Face 4 (II) (2005)
- Double Penetration 3 (2005)
- Evil Bitches  (2005)
- Fanta-Sin (2005)
- Horny Holiday (2005)
- Hottest Bitches In Porn (2005)
- Initiations 16 (2005)
- Innocence Ass Candy (2005)
- Juicy Creampies 2 (2005)
- Juvenescence (2005)
- Ladies Choice (2005)
- Lauren Phoenix's Fuck Me (2005)
- Naughty Bits (2005)
- Outcall Confessions 2 (2005)
- P.O. Verted 1 (2005)
- Penetration Nation (2005)
- Pickup Girls 1 (2005)
- Piss Mops 1 (2005)
- Pros 3 (2005)
- Pure Filth 2 (2005)
- Reckless (2005)
- Searching For: The Anal Queen 1 (2005)
- Sensual Image (2005)
- Ski Bitch (2005)
- Sloppy Ho's (2005)
- Star Whores (2005)
- Suck It Dry 1 (2005)
- Sweet Lolita (2005)
- Taylor Rain Exposed (2005)
- Teen Handjobs 1 (2005)
- We Swallow 10 (2005)
- Wild in Vegas (2005)
- World Series of Sex: Blow Jobs (2005)
- Xtreme Measures (2005)
- Ass Up Face Down (2005)
- Ski Bitch (2005)
- Spunk in the Trunk (2005)
- All Star Anal (2006)
- Asstravaganza 2 (2006)
- Butt Sluts 2 (2006)
- Contract Killers (2006)
- Doctor is in... You (2006)
- Fucked At Home (2006)
- Gag Land 2 (2006)
- Love Between The Cheeks (2006)
- My Dirty Angels 4 (2006)
- Pure Filth 3 (2006)
- Sex Therapy 1 (2006)
- Sex Therapy 2 (2006)
- Suck It Til It Pops (2006)
- Taylor Rain's Offroad Adventure (2006)
- White Chocolate 2 (2006)
- World Poke Her Tour (2006)
- Young and Anal 1 (2006)
- In The Pink (2006)
- Suck It Til It Pops (2006)
- Taylor Rain's Offroad Adventure (2006)
- Teen Handjobs 2 (2006)
- American Teen Idols (2007)
- Anal Bandits 4 (2007)
- Anal Teen Horny Force  (2007)
- Best Of Lewd Conduct (2007)
- Facial Cum Targets (2007)
- Forbidden Fetishes 1 (2007)
- Fuck Away Bride (2007)
- It's All About The Pink (2007)
- My Girlfriend Loves Cock  (2007)
- Pump That Rump 1 (2007)
- Pure Filth 4 (2007)
- Slut Seeker 2 (2007)
- Slutty and Sluttier 2 (2007)
- Tainted Teens 4 (2007)
- Anally Yours... Love, Adrianna Nicole (2008)
- Anally Yours... Love, Jada Fire (2008)
- Burn (2008)
- Load Warriors 1 (2008)
- Naughty Nymphs (2008)
- Pop Tarts 2 (2008)
- Ride 'Em Girl (2008)
- Sinful Angels (2008)
- My Dirty Angels 17 (2009)
- Naughty College Interns (2009)
- Sex Mas Trunk (2009)
- Facial Cum Catchers 9 (2010)
- Truck Stop Anal Tramps (2010)
- Teen Addiction (2011)
- Fucking Gaping Assholes (2012)
- Petite Spinners (2012)
- Please Screw My Ass (2012)